# مت موریس (مهندس)
مت موریس (انگلیسی: Matt Morris؛ زادهٔ ۱۲ مهٔ ۱۹۷۴) مهندس ورزش‌های موتوری اهل بریتانیا، و مهندس ارشد سابق تیم مک‌لارن در مسابقات اتومبیل‌رانی فرمول یک است.
موریس از دانشگاه کاونتری با مدرک مهندسی مکانیک فارغ‌التحصیل شد و بلافاصله پس از آن به کازوورث پیوست. او تا سال ۲۰۰۶ در این شرکت مشغول به فعالیت بود و پس از آن به ویلیامز ملحق شد و پیش از پیوستن به تیم سائوبر در سال ۲۰۱۱، برای ۸ سال برای ویلیامز کار می‌کرد. موریس خیلی زود به رده‌های بالاتر در تیم سائوبر دست یافت و برای دو فصل در جایگاه طراح ارشد این تیم مشغول به کار بود. پس از آن و در سال ۲۰۱۳ به‌عنوان مهندس ارشد وارد تیم مک‌لارن شد و تا پیش از استعفای خود در ۲۶ ژوئیهٔ ۲۰۱۸، در این مقام باقی ماند.